# Condado de Lyon (Minnesota)
El condado de Lyon (en inglés: Lyon County), fundado en 1868 y con nombre en honor al general Nathaniel Lyon, es un condado del estado estadounidense de Minnesota. En el año 2000 tenía una población de 25.425 habitantes con una densidad de población de 14 personas por km². La sede del condado es Marshall.

## Geografía
Según la oficina del censo el condado tiene una superficie total de 1869 km² (721,6 mi²), de los que 1850 km² (714,3 mi²) son tierra y 19 km² (7,3 mi²) (1,01%) son agua. Dispone de numerosos lagos.

### Condados adyacentes
- Condado de Yellow Medicine - norte
- Condado de Redwood - este
- Condado de Murray - sur
- Condado de Pipestone - suroeste
- Condado de Lincoln - oeste

### Principales carreteras y autopistas
- U.S. Autopista 14
- U.S. Autopista 59
- Carretera estatal 19
- Carretera estatal 23
- Carretera estatal 68
- Carretera estatal 91

## Demografía
Según el censo del 2000 la renta per cápita media de los habitantes del condado era de 38.996 dólares y el ingreso medio de una familia era de 48.512 dólares. En el año 2000 los hombres tenían unos ingresos anuales 32.102 dólares frente a los 21.445 dólares que percibían las mujeres. El ingreso por habitante era de 18.013 dólares y alrededor de un 10,10% de la población estaba bajo el umbral de pobreza nacional.

## Ciudades y pueblos
- Balaton
- Cottonwood
- Florence
- Garvin
- Ghent
- Lynd
- Marshall
- Minneota
- Russell
- Taunton
- Tracy

### Ciudades no incorporadas
- Amiret
- Burchard
- Green Valley